# Parafia Narodzenia Najświętszej Maryi Panny w Charłupii Małej
Parafia Narodzenia Najświętszej Maryi Panny w Charłupii Małej – parafia rzymskokatolicka znajdująca się w diecezji włocławskiej, w dekanacie sieradzkim I.

## Historia
Pierwszy kościół w Charłupi Małej istniał już w średniowieczu, który w 1331 roku spalili Krzyżacy podczas najazdu na ziemię sieradzką. Według źródeł z lat 1511–1523 w miejscowości był kościół parafialny i szkoła parafialna. Gdy ten kościół stał się za mały zbudowano większy, który w 1540 roku został konsekrowany przez bpa Jakuba Dziaduskiego pw. Narodzenia NMP. W 1680 roku kościół został odnowiony z inicjatywy ks. Walentego Witkowicza odnowiony. W 1765 roku gdy proboszczem był ks. Junoszy Cytarski, został zbudowany nowy kościół drewniany budowę sfinansował dziedzic Wojciech Colonna-Walewski. Gdy z powodu zaniedbania kościół był  w kiepskim stanie, został w 1834 roku przekazany zakonowi dominikanów z Sieradza.
W 1842 roku kościół ponownie przejęli księża diecezjalni. W 1861 roku ks. Ignacy Woszczalski powziął zamiar budowy murowanego kościoła, ale parafianie nie byli zainteresowani budową. 
W 1872 roku do parafii należeli wierni z miejscowości: Charłupia Mała, Wola Dzierlińska, Dzigorzew, Łosiniec, Dzierlin, Kościerzyn, Piotrowice, Jakubice, Kowale, Żerosławice, Biskupice i Zagórsko. 
Dopiero w 1905 roku bp Stanisław Zdzitowiecki poświęcił kamień węgielny, a w 1914 roku zakończono budowę, według projektu arch. Stefana Szyllera. 8 czerwca 1916 roku kościół został poświęcony przez bpa Jana Mikołajewskiego, a 20 sierpnia 1924 roku odbyła się konsekracja kościoła, której dokonał bp Władysław Krynicki.
Od początku XVII wieku w tym kościele jest czczony cudowny obraz Matki Bożej Charłupskiej. W 1785 roku komisja biskupia zbadała cuda i łaski doznane za pośrednictwem tego obrazu. 8 września 1937 roku odbyła się uroczysta koronacja obrazu koronami papieskimi, której dokonał bp włocławski Karol Radoński. Kościół jest sanktuarium Matki Bożej Księżnej Sieradzkiej.

## Proboszczowie i administratorzy
Źródło: strona parafii
- ks. Antoni Towarkiewicz (1842–1861)
- ks. Ignacy Woszczalski (1861–1880)[3]
- ks. Ignacy Borzęcki (1880–1884)[5]
- ks. Antoni Konewko (1884–1899)[6]
- ks. Antoni Margoński (1899–1901)[7]
- o. Zygmunt Leon Wierzyński OSPPE (1901–1903)[8]
- ks. Ludgard Radzymiński (1903–1916)[9]
- ks. Wacław Glajzer (1916–1919)[10]
- ks. Franciszek Jasiński (1919–1924)[11]
- ks. kan. Ignacy Pillich (1924–1952)[12]
- ks. inf. Władysław Sarnik (1952–1992)
- ks. Eugeniusz Stachura (1992–2000)
- ks. Leszek Malinowski (2000–2004)
- ks. Marian Bronikowski (2004–2006)
- ks. prał. Grzegorz Drzewiecki (2006–2023)[13][14]
- ks. Franciszek Zygadliński (od 2023)[15][16]

## Kaplice
Źródło: strona parafii
- Kaplica Najświętszego Serca Pana Jezusa w Biskupicach
- Kaplica Świętej Rodziny w Dzierlinie

## Grupy parafialne
- Duszpasterstwo Młodzieży
- Eucharystyczny Ruch Młodych
- Koło Przyjaciół Radia Maryja
- Koła Żywego Różańca
- Liturgiczna Służba Ołtarza
- Chór parafialny